# Юдина, Елена Павловна
Елена Павловна Юдина (16 октября 1926, Ярославль — 18 сентября 1993, Ярославль) — художник-реставратор, основоположник Ярославской школы реставрации, музейный работник.

## Биография
Отец — Павел Михайлович Романов (всю жизнь преподавал в Ярославском художественном училище); мать — Анна Николаевна Романова. Романовы — слушатели первых в Ярославле рисовальных классов. Дома у них хранилась богатая библиотека по искусству.
Окончила школу ФЗО и зубоврачебную школу. В 1950 году устроилась в Ярославский художественный музей, в 1951 году стала научным сотрудником. С 1952 года главный хранитель художественного музея.
В 1956 году Е. П. Юдиной присвоена квалификация реставратора темперной живописи. В 1970 году защищена первая категория по реставрации масляной живописи. С 1971 года заведующая отделом научной реставрации Ярославского художественного музея. В 1977 году первая в Ярославле защитила высшую реставрационную квалификацию. С 1977 года занималась формированием материально-технической базы Ярославских реставрационных подразделений «Ярославская специальная научно-реставрационная производственная мастерская» и «Отдел научной реставрации». Занималась подготовкой реставрационных кадров, стояла у истоков формирования Ярославской школы реставрации.

## Значение
- Разрабатывала и проводила всесоюзные и республиканские совещания-семинары и стажировки хранителей музеев.
- Под её руководством было систематизировано 25 тысяч произведений (в том числе около 1200 произведений древнерусского искусства).
- Раскрыла более 400 произведений темперной и масляной живописи, находящихся в постоянной экспозиции музея и экспонируемых на выставках.

## Книги
- Каталог юбилейной выставки художника-реставратора Е. П. Юдиной [Текст] / Ярославское обл. упр. культуры, Ярославская специальная научно-реставрационная производственная мастерская, Ярославский художественный музей; [сост. Елена Юдина; авт. вступ. ст. Анатолий Гришко]. — Ярославль, [б. и.], 1981.
- Государственный Ярославо-Ростовский историко-архитектурный и художественный музей-заповедник. Каталог / Авт.-сост. Е. П. Юдина, В. П. Митрофанов. — М.: Искусство, 1964.

## Звания и награды
- Художник-реставратор высшей категории